# Johann Platzer
Johann Platzer (1. března 1880 Studnice u Jindřichova Hradce – 19. července 1946 Velký Ratmírov) byl československý politik německé národnosti a meziválečný poslanec Národního shromáždění za Německý svaz zemědělců (BdL - němečtí agrárníci).

## Biografie
Podle údajů k roku 1929 byl povoláním rolníkem ve Velkém Ratmírově.
Po parlamentních volbách v roce 1920 získal za Německý svaz zemědělců (BdL - němečtí agrárníci) poslanecké křeslo v Národním shromáždění. Křeslo ovšem získal až dodatečně, roku 1925, jako náhradník poté, co rezignoval poslanec Leonhard Kaiser. Mandát obhájil v parlamentních volbách v roce 1925 i parlamentních volbách v roce 1929. Ve volbách roku 1929 kandidoval za koalici Německé volební společenství, do níž vstoupil jeho domovský Německý svaz zemědělců a dvě menší strany: Karpatoněmecká strana a Německé pracovní a volební společenství.